# Jan Degenhardt

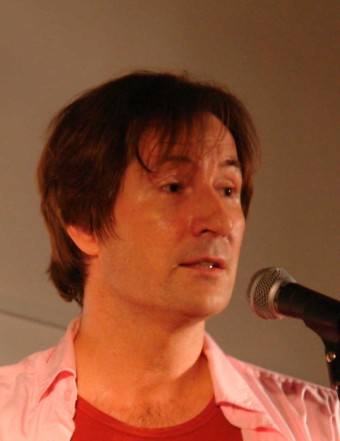
Jan Degenhardt (2007)

Jan Degenhardt (* 9. Juli 1962 in Saarbrücken) ist ein deutscher Rechtsanwalt und Folk-Sänger. Sein Vater war der politische Dichter und Sänger Franz Josef Degenhardt (1931–2011). Sein Bruder Kai Degenhardt, ebenfalls Jurist, arbeitet auch als Liedermacher.

## Leben
Nach dem Jura-Studium in Hamburg von 1983 bis 1990 und Dozententätigkeiten von 1990 bis 1993 an der Ernst-Moritz-Arndt-Universität sowie der Grone-Schule in Greifswald ließ Degenhardt sich 1992 als Rechtsanwalt im Greifswalder Juristenhaus nieder.
1999 veröffentlichte er sein erstes Album namens Aufbruch. Mit dem gleichnamigen Titel, einer Biographie eines DDR-Bürgers nach der Wende, gelangte er 2000 auf die Bestenliste des SFB. Im selben Jahr feierte er beim Tanz&FolkFest in Rudolstadt sein Bühnendebüt und belegte dort den 2. Platz beim Deutschen FolkFörderpreis hinter der Band Schandmaul.
Nach einer Tour zur Vorstellung des Albums veröffentlichte er im Sommer 2004 sein zweites Album mit dem Titel Stimmen hinter'm Spiegel. Der darauf enthaltene Titel Marathon Berlin erreichte im Dezember desselben Jahres Platz 9 in der Liederbestenliste des Vereins für deutschsprachige Musik.
Im Februar 2011 folgte das dritte Album namens Schamlos, für welches Degenhardt auch Titel von Joan Baez, Judy Collins, Dirk Powell, Paul Millns und Josh Ritter übersetzte und mit Carlos Ramos und Christian Renz einspielte. Schamlos wurde im Juni 2011 von der Jury der Liederbestenliste zur CD des Monats gekürt. Im selben Monat gelangte der Titel Demokratie auf Platz 8 der Liederbestenliste und im Juli auf Platz 2. Im August 2011 wurde das Album mit dem Preis der deutschen Schallplattenkritik ausgezeichnet.
Mit Inshallah veröffentlichte Degenhardt im April 2023 unter dem Label Sturm & Klang sein viertes Album. Thematisch legt er darin den Schwerpunkt auf die Themen Flucht und Religion. Vom Verein Deutschsprachiger Musik wurde es zum Album des Monats Juni 2023 gekürt und im 3. Quartal 2023 mit dem Preis der Deutschen Schallplattenkritik für die beste und interessantestes Neuveröffentlichung in der Rubrik Liedermacher ausgezeichnet. Neben den Stücken Der übernächste Morgen und Inshallah schaffte es auch Was war mit ihr? in die Liederbestenliste und erreichte im Juli 2023 den 3. Platz.
Jan Degenhardt ist der Pflegevater zweier Kinder, die er allein großgezogen hat.

## Alben
- 1999 Aufbruch
- 2004 Stimmen hinter'm Spiegel
- 2011 Schamlos
- 2023 Inshallah

## Auszeichnungen
- 2. Platz beim Deutschen FolkFörderpreis 2000
- Schamlos CD des Monats der Liederbestenliste Juni 2011
- Preis der deutschen Schallplattenkritik 2011 für Schamlos
- Inshallah CD des Monats der Liederbestenliste Juni 2023

- Preis der deutschen Schallplattenkritik 2023 für Inshallah